# Łetawa
Łetawa (ukr. Летава, pol. Latawa) – wieś w rejonie czemerowskim obwodu chmielnickim. 
Wieś położona była w pierwszej połowie XVII wieku w starostwie skalskim w województwie podolskim.

## Dwór
Parterowy dwór kryty dachem dwuspadowym, od frontu portyk z czterema kolumnami podtrzymującymi  trójkątny fronton. Opisany w książce Pro Memoria.